# 初级德语证书考试
初级德语证书考试（简称 ZD）是一项全球认可的德语水平考试，这项考试要求参加者的德语水平达到欧洲共同语言参考标准（CEFR）的B1水平。达到这一要求并通过考试获得初级德语证书，一般需要接受350至650学时的德语教学。
这项考试是由歌德学院、奥地利德语文凭考试（ÖSD）、瑞士各州教育局长委员会（EDK）和成人教育测验中心（WBT）共同合作创建的。
此项考试分为两种：初级德语证书考试和青少年初级德语证书考试（简称：ZDj）。前者适用于已成年的德语学习者，而后者则针对于青少年人群，两种考试都仅仅用于测试德语语言水平，不会因为参加者在德语国家与否而进行区别对待。
初级德语证书考试 (Zertifikat Deutsch) 從2013年8月起由歌德學院B1級德语考试 (Goethe-Zertifikat B1) 取代。

## 考试结构
初级德语证书考试包含笔试与口试两部分，分两天进行。

### 笔试
笔试部分一共进行3个小时左右，其中包括两个15分钟的休息时间。考试一般在歌德学院的教室进行，配有教师进行监考。考生在回答笔试的每一部分考题时都会拿到对应的题册以及对应的答题卡，考生须在规定的时间内完成答题并将答案涂写在答题卡上。
- 语法以及阅读理解
这一部分主要考察考生的语法和阅读理解能力。题目类型包括根据文章选择对应标题、阅读全文回答问题以及选择与所描述情景对应的广告，考察了通览全文、细节阅读以及选择性阅读的能力。考试时间90分钟
- 听力理解
这一部分考生需要根据所听到的内容进行正误判断，考试中不会出现主观题目，这一部分考察了概括理解、细节理解以及选择性听力理解的能力。考试时间30分钟。
- 书面表达
这一部分考生需要在规定的30分钟内完成一封正式或非正式信函的写作任务，作文将由2位考官进行批改。

### 口试
口试以小组的方式进行，每组两人，两位考官将对参加者的口语水平进行评分，口试主要是用来考察考生是否能够在德语语言环境下进行基本交流以及描述。考前考生有15分钟的准备时间。如果考试时考生单独出来没有成组，那么考生将会与一位考官组成一组进行口试。
- 自我介绍
小组的两位考生需要互相询问对方的基本状况，以便对对方有一个基本的了解。这部分考试时间为3分钟。
- 图表描述
小组的两位考生将会拿到关于相同话题的两个不同的图表或者图片，考生首先需要向对方描述图表内容，之后需要针对图表内的内容以及主题进行一段短的对话。这部分考试时间6分钟。
- 问题解决
小组的两位考生需要针对一个问题进行商讨，并最终得到一个双方都认可的解决方案。这部分考试时间6分钟。